# Francisco Flores Pérez

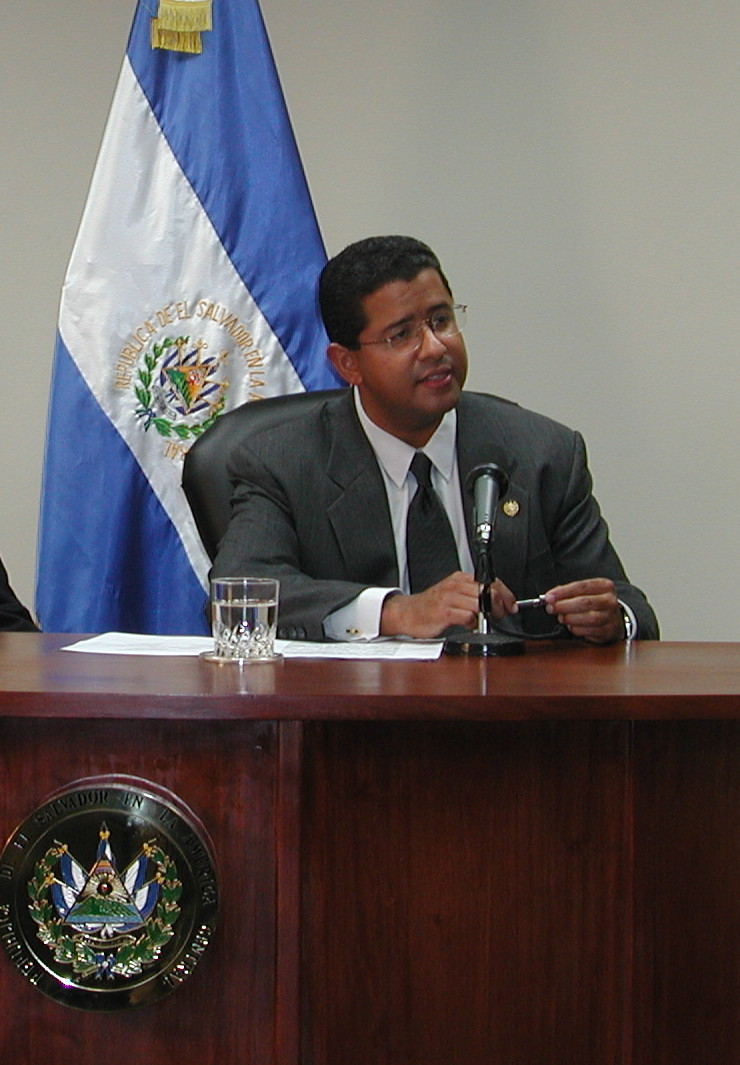
Francisco Flores Pérez, 2001

Francisco Guillermo Flores Pérez (* 17. Oktober 1959 in Santa Ana, El Salvador; † 30. Januar 2016 in San Salvador) war von 1999 bis 2004 Präsident von El Salvador. Er war Mitglied der Alianza Republicana Nacionalista (ARENA).

## Biographie

### Ausbildung und politische Laufbahn
Er studierte Politikwissenschaft am Amherst College in Massachusetts und erhielt einen Masterabschluss in Philosophie an der World University. Flores setzte seine Ausbildung dann an der Harvard University und an der Oxford University in Großbritannien fort. Nach der Ermordung seines Schwiegervaters, der Stabschef von Präsident Alfredo Cristiani war, trat er in die Politik ein.
Er begann seine politische Karriere in der ARENA als Vizeminister für Wirtschaft. Später diente er als Vizeminister des Präsidiums, als Beirat des Staatsoberhauptes.

### Korruptionsvorwürfe
Francisco Flores und anderen Personen in Schlüsselpositionen wird vorgeworfen, im Jahr 2003 Spenden von der taiwanesischen Regierung in Höhe von 15 Millionen Dollar veruntreut zu haben, die als Hilfsgelder gegen Kriminalität und die Nachwirkungen des starken Erdbebens 2001 gedacht waren. Dieser Vorwurf führte zur ersten Untersuchung in der Parlamentarischen Versammlung.
Zudem wird der Fall von der Generalstaatsanwaltschaft für Korruption untersucht. Deren Leiter, Luis Martínez arbeitete bereits in der Verwaltung der Partei ARENA für den Ex-Präsidenten Tony Saca und machte in der Vergangenheit mehrere Geschäfte mit Francisco Flores.
Während der Untersuchung verließ Francisco Flores El Salvador und wurde auf Anordnung der Richterin Marta Rosales bei Interpol zur Fahndung ausgeschrieben. Ein weiterer Untersuchungsausschuss versucht den Verbleib des gespendeten Geldes zu ermitteln.
Am 6. September 2014 stellte er sich den Behörden und lebte von da an unter Hausarrest. Er verstarb am 30. Januar 2016 an den Folgen einer Hirnblutung.